# ディエゴ・ボネータ
ディエゴ・ボネータ（Diego Boneta, 本名：Diego Andrés González Boneta、1990年11月29日 - ）は、メキシコの俳優、歌手。ディエゴ・ボニータとも表記される。

## 来歴
メキシコシティ出身。2005年にアルバム「Diego」をリリースして歌手デビュー、2008年にはセカンドアルバムの「Indigo」をリリース、いずれも大ヒットした。
2012年の映画『ロック・オブ・エイジズ』で映画デビュー。ほかにテレビドラマ『新ビバリーヒルズ青春白書』の人気歌手ハビエル役や、『プリティ・リトル・ライアーズ』の主人公の1人スペンサーのボーイフレンド・アレックス役などで知られる。

## 主な出演作品

### 映画
- ミーン・ガールズ2 Mean Girls 2 (2011) テレビ映画
- ロック・オブ・エイジズ Rock of Ages (2012)
- ファイナル・ゲーム Eden (2014)
- サマー・インフェルノ Summer Camp (2015)
- ペレ 伝説の誕生 Pelé: Birth of a Legend (2016)
- ビフォア・アイ・フォール Before I Fall (2017)
- タイタン The Titan (2018)
- ターミネーター:ニュー・フェイト Terminator: Dark Fate (2019)
- クイーンギャング 怒りのリベンジ・ライド Revenge Ride (2020)
- モンスターハンター Monster Hunter (2020)
- 花嫁のパパ Father of the Bride (2022)

### テレビドラマ
- プリティ・リトル・ライアーズ Pretty Little Liars (2010-2011)
- 新ビバリーヒルズ青春白書 90210 (2010-2011)
- アンダーエンプロイド 〜夢とサイフの相関図〜 Underemployed (2012-2013) ミニシリーズ
- スクリーム・クイーンズ Scream Queens (2015)
- ルイス・ミゲル Luis Miguel: The Series (2018- )